# Sphaeropauropus lanceolatus
Sphaeropauropus lanceolatus är en mångfotingart som beskrevs av Ulf Scheller 2000. Sphaeropauropus lanceolatus ingår i släktet Sphaeropauropus och familjen Sphaeropauropodidae. Inga underarter finns listade i Catalogue of Life.